# First Horizon Park
Le First Horizon Park (anciennement First Tennessee Park), est un stade de baseball de 10 000 places situé à Nashville dans l'État du Tennessee. Il est officiellement inauguré le 17 avril 2015. C'est le domicile des Sounds de Nashville, club de niveau Triple-A évoluant en Ligue de la côte du Pacifique, également la franchise de soccer de la United Soccer League, le Nashville SC.

## Histoire
Le projet du nouveau stade de baseball est approuvé par le Metro Council, de la State Building Commission et de la Nashville Sports Authority le 10 décembre 2013. La cérémonie officielle de première pelletée de terre eu lieu le 27 janvier 2014. Le 19 mars 2015, le marbre du Herschel Greer Stadium a été transféré au nouveau stade. Finalement, le stade a coûté 91 millions de dollars. Le stade sera un bâtiment certifié LEED silver en avril 2015, le plus grand prix du système de standardisation Leadership in Energy and Environmental Design.
Les billets pour la première rencontre à domicile pour la saison 2015, ont été vendus en 15 minutes le 23 mars. Bien que les billets pour les places debout ne soient normalement vendus que le jour des matchs, l'équipe a commencé à les vendre avant le premier match en raison de la forte demande. La rencontre inaugurale du First Tennessee Park se déroule le 17 avril 2015, les Sounds de Nashville affrontent le Sky Sox de Colorado Springs devant une foule de 10 459 spectateurs. Les Sounds remportent la rencontre par un score de 3-2.
La fréquentation pour la saison 2015 s'est terminée à 565 548, pour une moyenne de 7 965 spectateurs par match, contre 4 909 par match pour la dernière saison au Greer,. Le record d'affluence du stade est établie deux ans plus tard, le 3 juillet 2017, lorsque 11 764 spectateurs lors d'une rencontre entre les Sounds de Nashville et les Dodgers d'Oklahoma City lors de la nuit de la célébration de la fête de l'indépendance.
Le Nashville SC, une nouvelle franchise de soccer de la United Soccer League, a un accord d'un an pour jouer sa première saison au First Tennessee Park. La franchise dispute son premier match de pré-saison contre Atlanta United le 10 février 2018, lors du tout premier match de soccer disputé dans ce stade. Nashville SC perd la rencontre par un score de 3-1, et devant une foule de 9 059 spectateurs. Le premier but est marqué par Josef Martinez à la 58e minute. Ropapa Mensah inscrit le premier but de l'histoire de la nouvelle franchise.
Le premier match à domicile de Nashville, est prévu pour le 24 mars contre les Riverhounds de Pittsburgh, mais la rencontre est déplacé au Nissan Stadium en raison de la forte demande. Leur deuxième match à domicile est joué au First Tennessee Park le 7 avril contre l'Independence de Charlotte devant 7 487 spectateurs. Nashville SC remporte la rencontre sur un score de 2-0.

## Galerie

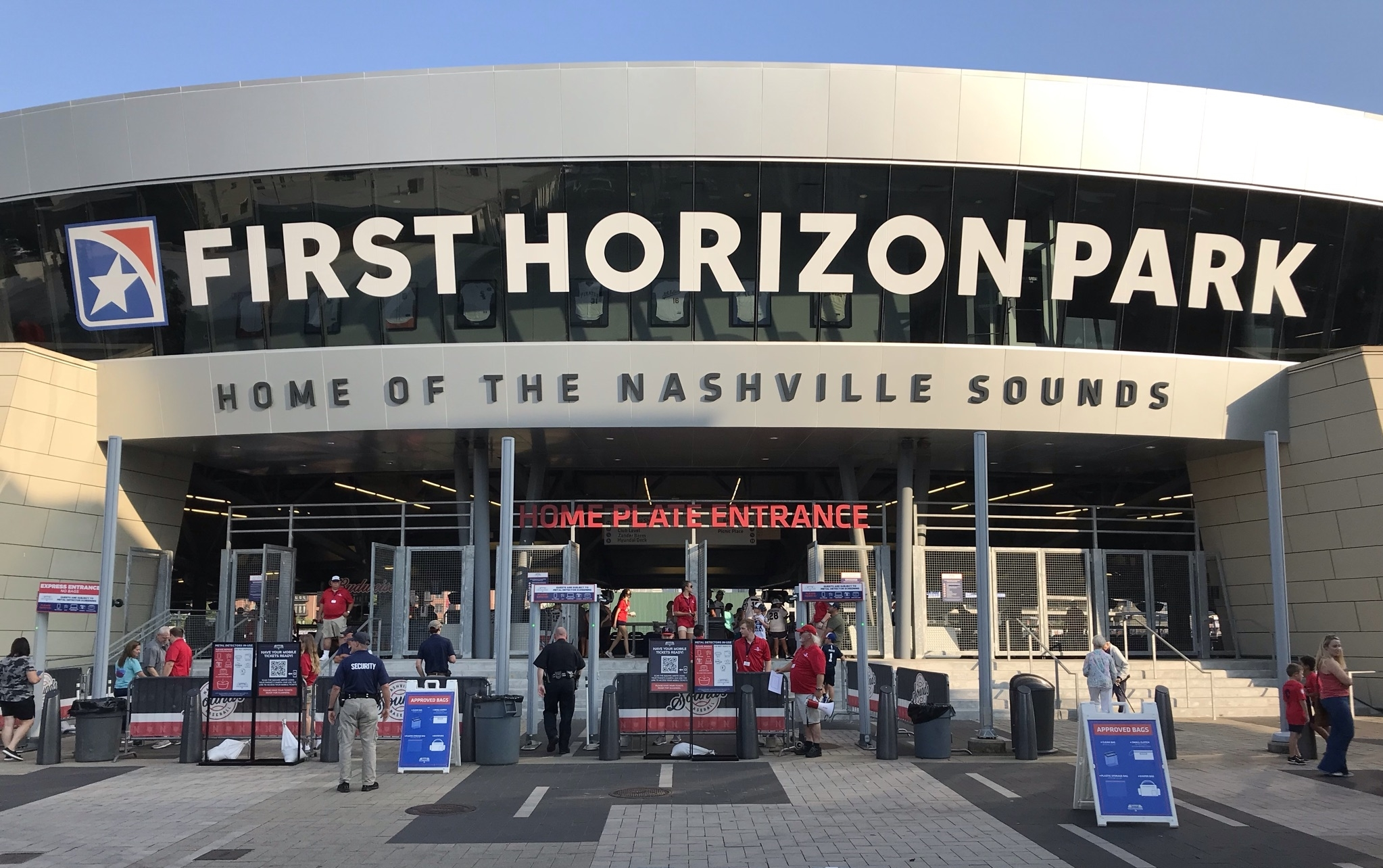
Façade
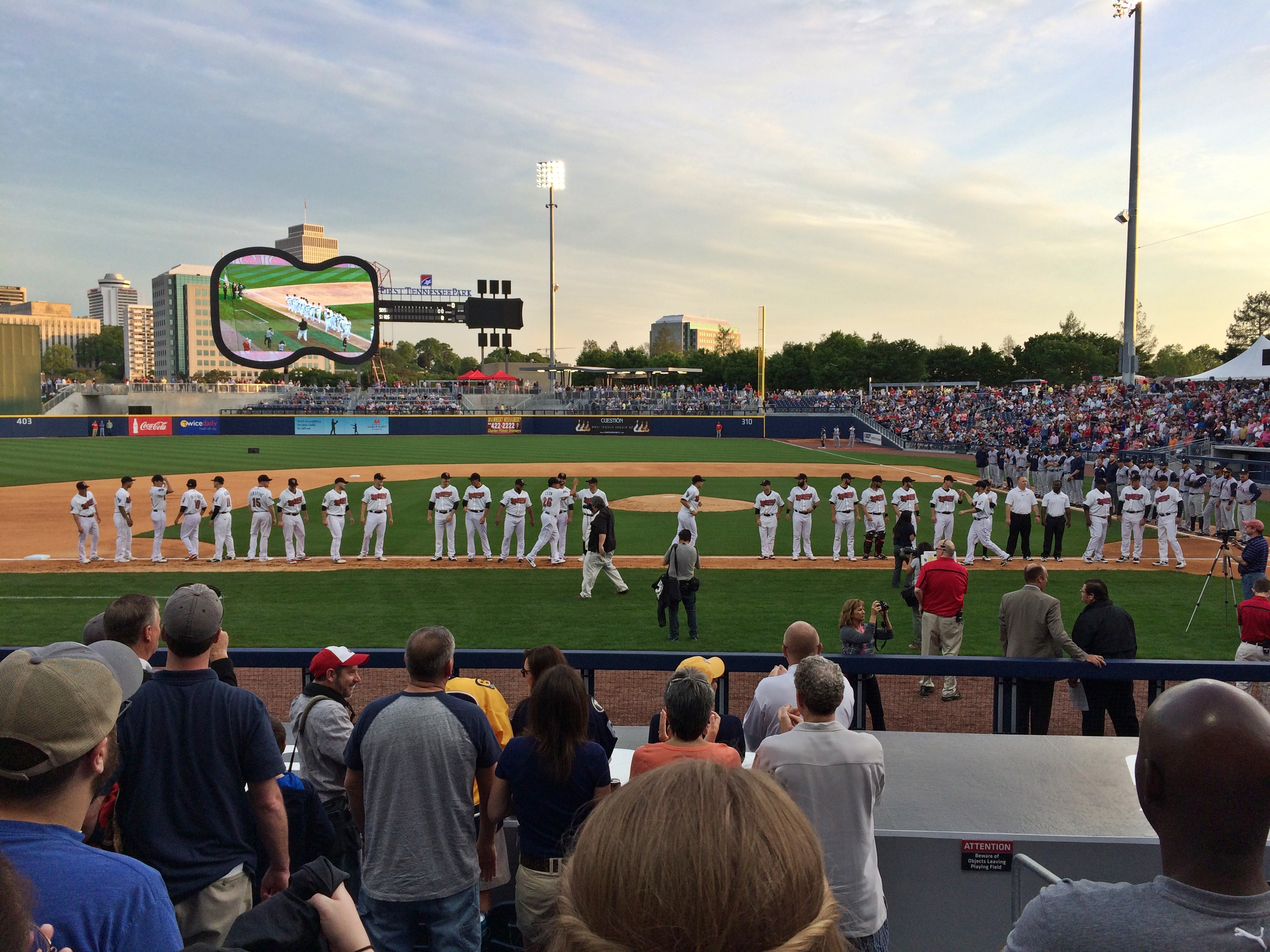
La rencontre inaugurale
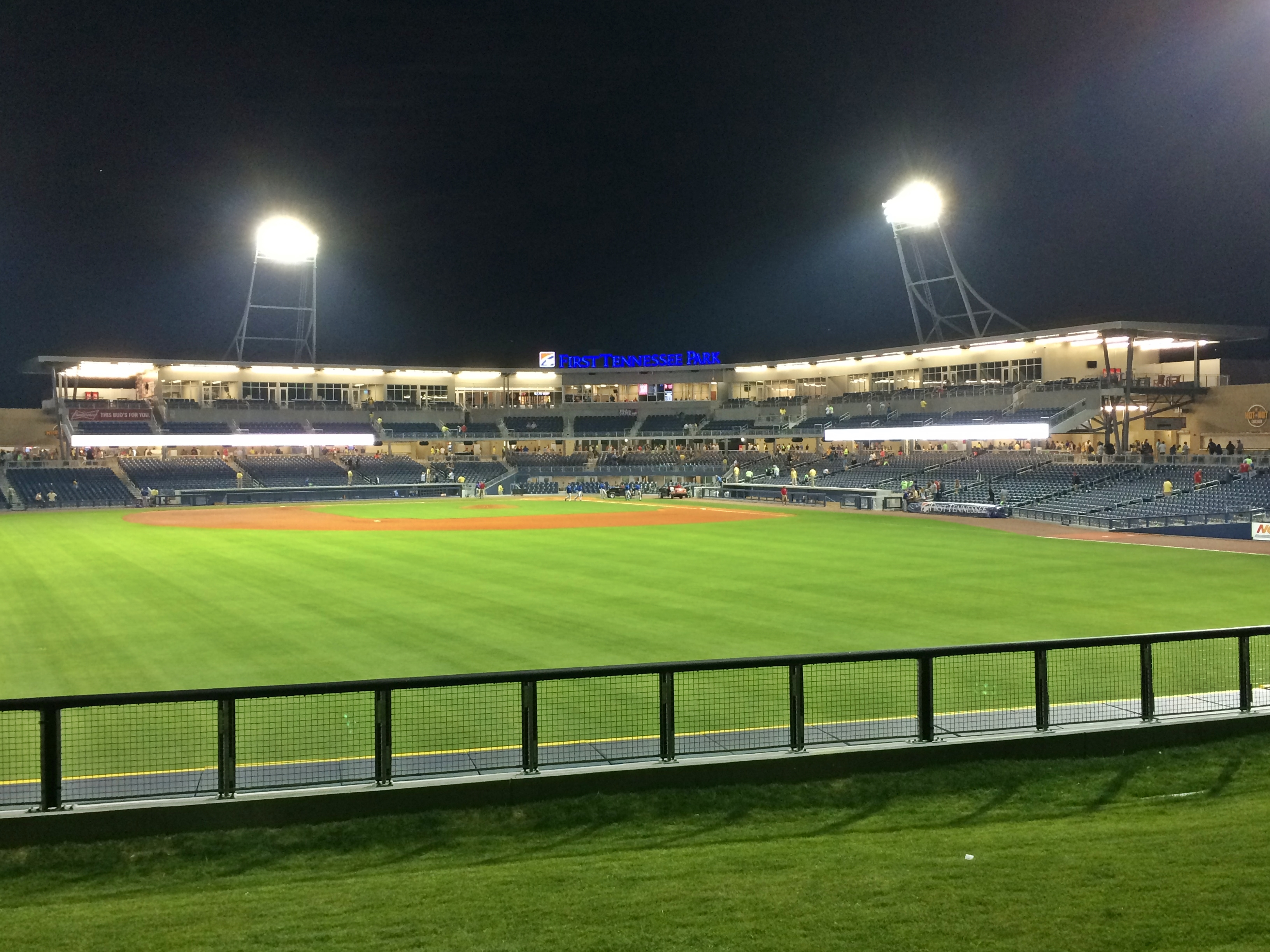
Intérieur du stade
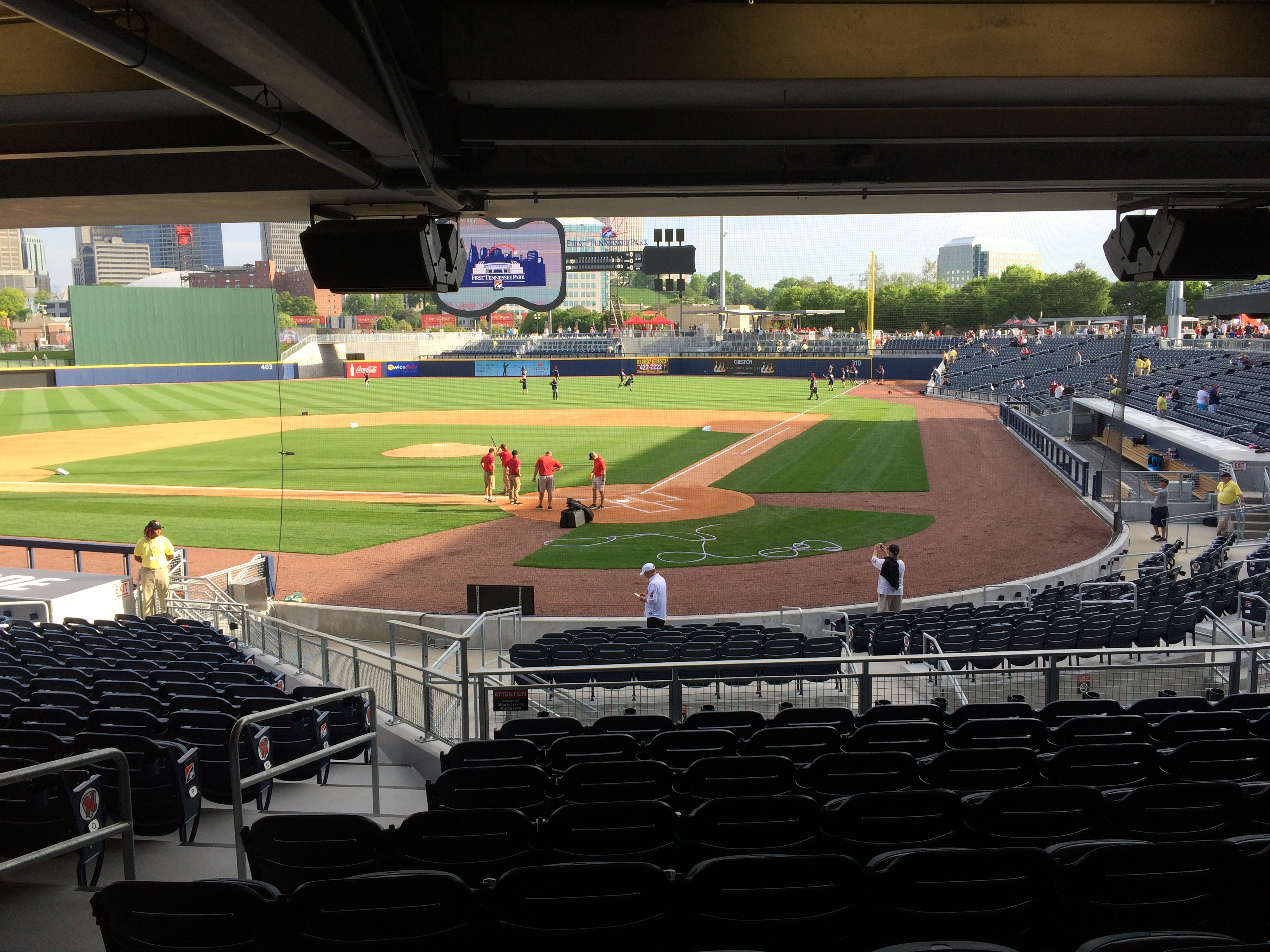
Intérieur du stade
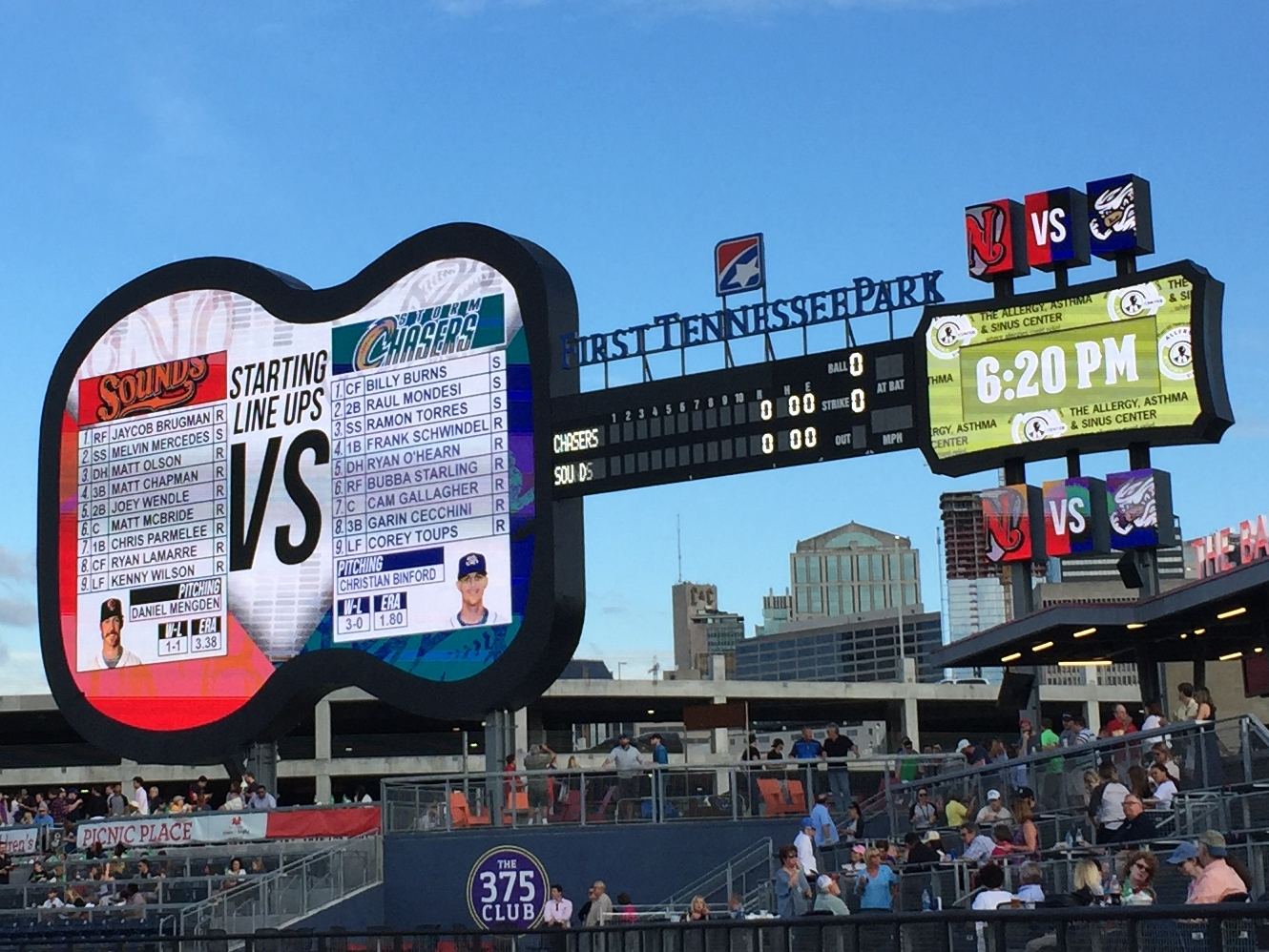
Tableau de bord
Diagramme du terrain
Logo de 2015 à 2019